# Естетична медицина
Естетична медицина — це відносно молода галузь сучасної медицини, яка зосереджується на зміні природного чи набутого небажаного зовнішнього вигляду шляхом лікування таких станів, як: шрами, в’ялість шкіри, зморшки, родимки, надлишок жиру, целюліт, небажане волосся, зміна кольору шкіри, варикозне розширення вен або будь-який інший небажаний зовнішній вигляд. Традиційно це включає дерматологію, щелепно-лицеву хірургію, реконструктивну хірургію та пластичну хірургію,  хірургічні процедури ( ліпосакція, підтяжка обличчя, імплантація грудей, радіочастотна абляція ), нехірургічні процедури (радіочастотна підтяжка шкіри, нехірургічна ліпосакція, хімічний пілінг, високоінтенсивне сфокусоване електромагнітне поле, радіочастота видалення жиру) і поєднання обох. Процедури естетичної медицини зазвичай є факультативними.  Існує довга історія процедур естетичної медицини, починаючи з багатьох випадків застосування у 19 столітті,  хоча техніка виконання значно вдосконалена з того часу.

## Історія
Фізична краса завжди вважалася бажаною характеристикою для зовнішності людини. Зусилля покращити та підвищити красу за допомогою естетичних медичних практик можна прослідкувати ще 2000 років тому в Індії, де «лобна шкіра» використовувалась для реконструкції носів та облич солдатів, поранених під час війни та кримінальних покарань.  Ця техніка була ретельно розроблена та модифікована, та все ще використовується сьогодні як поширений метод для відновлення дефектів носа.  Хоча грецькі та римські медичні практики вважалися основою для європейської та сучасної медицини протягом тривалого часу, давньоєгипетські тексти показали, що єгипетська медицина створила багато ключових медичних відкриттів і стала основою для багатьох сучасних практик.  Єгиптяни здавна використовували олії, воск та інші рослинних матеріалів для зменшення ознак старіння, таких як зморшки та плями, і відновлення молодості шкіри.  Вони вивчали функції організму, зокрема запальні процеси, і змогли зробити відкриття, які дозволили їм лікувати косметичні рани та опіки за допомогою терапії та ліків. Це включало початкове нанесення свіжого м’яса на рану з наступним використанням олії/ліпідів, меду та волокон, як правило, тканого полотна, доки рана не зажила.  Оскільки протягом історії медицини лікарі вивчали медицину досконаліше, ці засоби були досліджені, щоб стати більш ефективними та безпечними, і сьогодні їх можна побачити в звичайних засобах для відновлення шкіри.
Засновником естетичної медицини був французький лікар-ендокринолог Жан Жак Легран, який у 1973 році в Парижі було заснував товариство естетичної медицини. Згодом естетична медицина з'явилась в Італії, Бельгії та Іспанії.
У новітній історії, протягом останніх 30 років, індустрія естетичної медицини швидко розвивалася зі зростаючим попитом на «ін’єкційні препарати», форму черезшкірного лікування, яке використовується для омолодження та відновлення шкіри пацієнта.  Ці медичні ін’єкційні препарати добре зарекомендували себе завдяки пов’язаному з ними низькому ризику, особливо в порівнянні з іншими естетичними хірургічними практиками, а також тому, що після виконання процедур практично не існує часу на відновлення.  Протягом останніх десяти років Управління з контролю за якістю харчових продуктів і медикаментів США розглянуло та схвалило  понад 20 ін’єкційних продуктів, які використовуються в медичній естетиці, у відповідь на зростаючий попит.  Найпоширенішими препаратами для ін’єкцій у промисловості сьогодні є ботулінічний нейротоксин ї, який зазвичай називають ботоксом, і наповнювачі гіалуронової кислоти.  Згідно зі статистичними даними щорічного опитування, проведеного Американським товариством естетичної пластичної хірургії, з 1997 по 2011 рік кількість нехірургічних процедур, які виконуються естетичними лікарями, зросла на 356%. Новітніми у світі в останні кілька років були естетичні хірургічні операції з алотрансплантації обличчя, які є предметом біоетичних дискусій.

## Статистика
У 2014-2015 роках у світі було проведено 20 мільйонів естетичних процедур.  Косметична хірургія є основним фактором розвитку медичного туризму . У лютому 2018 року президент Британської асоціації естетичних пластичних хірургів заявив, що операції проводилися людям, які не підходили для хірургічного втручання, і що недобросовісні лікарі поставили під загрозу своє здоров’я заради прибутку, і що витрати на виправлення більш ніж 1000 пацієнтів на рік лягають на Британську національну службу охорони здоров’я. 
Країни, які виконали найбільше естетичних процедур у 2014 році:
1. США
2. Бразилія
3. Японія
4. Південна Корея
5. Мексика

## Естетична медицина в Україні
Згідно з даними Ради експертів естетичної медицини України, станом на 2021 рік в сфері естетичної медицини в Україні працювало понад 80 тис. фахівців.
Галузь потребує модернізації чинного законодавства та врегулювання обігу медвиробів, включення маніпуляцій реконструктивної та пластичної хірургії до переліку пакетів медпослуг у рамках Програми медичних гарантій (ПМГ), зокрема, онкологічних операцій реконструкції грудей у жінок після видалення молочних залоз.

## Найнезвичніші естетичні медичні процедури у світі[20]
- хірургічна корекція ліній на руці популярна процедура у японців, що вірять у хіромантію;
- пересадка обличчя для людей зі значними шрамами чи захворюваннями шкіри обличчя;
- очні імплантації для зміни кольору райдужки ока;
- пересадка волосся на віки для візуального збільшення густини та довжини вій;
- операції на голосових зв'язках людей похилого віку для "підтяжки" голосу.

## Показання
Естетична медицина спеціалізується на косметичній зміні зовнішнього вигляду. Ця галузь медицини має різноманітне застосування при дерматологічних та деяких інших захворюваннях і включає показання, пов’язані з мінімізацією ознак старіння, таких як: в’ялість шкіри, зморшки та плями. Естетична медицина також відіграє важливу роль у лікуванні надлишку жиру, целюліту та ожиріння. Лазерна терапія може бути показана для лікування шрамів, небажаного волосся, зміни кольору шкіри та варикозу. 
Загальний стан здоров’я пацієнта оцінює лікар, щоб переконатися, що симптом, який лікується (наприклад, збільшення ваги чи надмірне волосся ), не є ознакою основного захворювання (наприклад, гіпотиреозу), яке слід стабілізувати за допомогою медичної терапії. Також дуже важливо, щоб медичний естетик брав участь у забезпеченні командного підходу для мінімально інвазивних естетичних процедур обличчя.

## Кар'єра в естетичній медицині
До кар’єри естетичної медицини можна підійти з кількох професій. Для адекватного задоволення естетичної потреби часто необхідний міждисциплінарний або командний підхід. Щоб виконувати певні процедури, потрібно бути хірургом , лікарем (дерматолог/пластичний хірург/ЛОР-хірург/окулопластичний хірург) або щелепно-лицевий хірург/косметичний стоматолог.  Медична естетика потребує спеціальної підготовки та сертифікації за межами ліцензії медсестри / естетичної ліцензії. Психологи чи психіатри можуть допомогти людям визначити, чи здорові їхні причини для проведення естетичних процедур, і допомогти виявити такі психічні розлади, як компульсивне переїдання, анорексія та дисморфічний розлад тіла. Реконструктивні хірурги можуть допомогти виправити зовнішній вигляд після нещасних випадків, опіків, операцій з приводу раку (наприклад, реконструкція грудей після мастектомії з приводу раку) або вроджених деформацій, як-от корекція заячої губи. Ортодонти працюють над покращенням розташування зубів, часто з естетичних міркувань, а ротові та щелепно-лицеві хірурги можуть виконувати косметичні операції на обличчі та виправляти деформації рота та щелепи. І ортодонтам, і щелепно-лицевим хірургам можуть допомогти зубні техніки.